# Шугар Катінка Баттаї
Шугар Катінка Баттаї (угор. Sugár Katinka Battai, 17 квітня 2003, Дебрецен) — угорська фехтувальниця на шаблях, чемпіонка світу.

## Виступи на Олімпіадах
| Олімпіада  | Дисципліна     | Місце |
| ---------- | -------------- | ----- |
| Токіо 2020 | командна шабля | 8     |
| Париж 2024 | командна шабля | 6     |